# Lípa v Krásné u Kraslic
Lípa v Krásné u Kraslic je památný strom lípa malolistá (Tilia cordata), který roste v remízku listnatých stromů ve svahu při okraji pastviny nad panelovou cestou v Krásné, části města Kraslice v okrese Sokolov v Karlovarském kraji. Pohárovitý kmen nese hustou sekundární korunu polokulovitého tvaru, jež se ve výšce 2,75 m dělí do pěti kosterních větví.
Koruna stromu sahá do výšky 16,5 m, obvod kmene s laločnatým průřezem měří 371 cm (měření 2014).
Lípa je chráněna od roku 2005 jako esteticky zajímavý strom, krajinná dominanta a strom s významným vzrůstem.

## Stromy v okolí
- Císařské duby v Kraslicích
- Klen u secesní vily
- Borovice rumelská v Kraslicích (zaniklá)
- Sněženské lípy
- Jasan v bývalé Dolní Vsi